# Bolków (województwo zachodniopomorskie)
Bolków (do 1945 niem. Schlangenhorst, wcześniej Luchsloch) – osada na północy gminy Dobra (Szczecińska) w powiecie polickim województwa zachodniopomorskiego położona w Puszczy Wkrzańskiej na południowym brzegu jeziora Świdwie.

## Historia
W Bolkowie odkryto relikty społeczeństwa łowieckiego okresu wczesnoholoceńskiego i domniemane sanktuarium szamańskie z okresu mezolitu. Odnalezione eksponaty prezentowano w Ośrodku Dydaktyczno-Muzealnym „Świdwie”. 
Bolków był osadą dzierżawców majątku Rzędziny. W 1823 w osadzie mieszkało 8 osób. W 1864 składała się tylko z jednego domu mieszalnego, jednej stodoły i stajni. Dzierżawca (36 mórg ziemi) zajmował się głównie rybactwem na pobliskim jeziorze Świdwie, ale także hodował 3 konie, kilkanaście krów, 8 świń oraz stado gęsi.

## Stacja Ornitologiczna
W osadzie zlokalizowano Stację Ornitologiczną „Świdwie” działającą przy unikalnym w skali europejskiej rezerwacie ptactwa błotnego i wodnego obejmującego obszar jeziora i tereny wokół niego. Ochroną objęto tutaj żurawie, wilgi, błotniaki – stawowy i łąkowy, strumieniówki, derkacze, gęsi – zbożowa, gęgawa i białoczelna, bataliony i wiele innych. Po wcześniejszym uzgodnieniu pracownicy stacji oprowadzają wycieczki po terenie rezerwatu.

## Turystyka
Przez osadę prowadzi  Szlak „Puszcza Wkrzańska”.